# Slim Summerville
Slim Summerville (10 de julho de 1892 – 5 de janeiro de 1946) foi um ator de cinema norte-americano, conhecido por suas performances de comédia.
Muito ativo como um ator cômico em curtas-metragens do período de cinema mudo, Summerville esteve ativo desde 1912 até 1945, ele também foi diretor em 67 curtas-metragens de 1920 a 1930, dos quais em alguns ele foi creditado como George Summerville.

## Filmografia selecionada
- Mabel's Busy Day (1914)
- Fatty and the Heiress (1914)
- A Rowboat Romance (1914)
- Laughing Gas (1914)
- Lover's Luck (1914)
- Dough and Dynamite (1914)
- Tillie's Punctured Romance (1914)
- Leading Lizzie Astray (1914)
- Fatty and Minnie He-Haw (1914)
- Fatty's New Role (1915)
- Her Painted Hero (1915)
- That Little Band of Gold (1915)
- Their Social Splash (1915)
- Fatty and the Broadway Stars (1915)
- Hearts and Sparks (1916)
- The Beloved Rogue (1927)
- One Hysterical Night (1929)
- Strong Boy (1929)
- All Quiet on the Western Front (1930)
- Her Man (1930)
- See America Thirst (1930)
- Free Love (1930)
- The Bad Sister (1931)
- Air Mail (1932)
- Life Begins at Forty (1935)
- The Farmer Takes a Wife (1935)
- Captain January (1936)
- The Country Doctor (1936)
- Can This Be Dixie? (1937)
- Rebecca of Sunnybrook Farm (1938)
- Up the River (1938)
- Kentucky Moonshine (1938)
- Submarine Patrol (1938)
- Charlie Chan in Reno (1939)
- Henry Goes Arizona (1939)
- Jesse James (1939)
- Gold Rush Maisie (1940)
- Western Union (1941)
- Uncle Joe (1941)
- Niagara Falls (1941)
- I'm from Arkansas (1944)
- The Hoodlum Saint (1946)